# Notosceles
Notosceles is een geslacht van kreeftachtigen uit de klasse van de Malacostraca (hogere kreeftachtigen).

## Soorten
- Notosceles chimmonis Bourne, 1922
- Notosceles ecuadorensis (Rathbun, 1935)
- Notosceles pepeke Dawson & Yaldwyn, 2000
- Notosceles serratifrons (Henderson, 1893)
- Notosceles viaderi Ward, 1942